# Olimpiada szachowa 1998
| 33. Olimpiada szachowa Elista 1998 |
| 1996 2000                          |

Olimpiada szachowa 1998 (zarówno w konkurencji kobiet, jak i mężczyzn) rozegrana została w Eliście w dniach 26 września – 12 października 1998 roku.

## 33. olimpiada szachowa mężczyzn
Wyniki końcowe (110 drużyn, system szwajcarski, 13 rund).
| Miejsce | Kraj              | Punkty |
| ------- | ----------------- | ------ |
| 1       | Rosja (I)         | 35½    |
| 2       | Stany Zjednoczone | 34½    |
| 3       | Ukraina           | 32½    |
| 4       | Izrael            | 32½    |
| 5       | Chiny             | 31½    |
| 6       | Niemcy            | 31½    |
| 7       | Gruzja            | 31½    |
| 8       | Rosja (II)        | 31     |
| 9       | Węgry             | 31     |
| 10      | Rumunia           | 30½    |
| 11      | Anglia            | 30½    |
| 12      | Holandia          | 30½    |
| 13      | Białoruś          | 30½    |
| 14      | Łotwa             | 30½    |
| 15      | Polska            | 30½    |
| 16      | Armenia           | 30     |

| Miejsce | Kraj                 | Punkty |
| ------- | -------------------- | ------ |
| 17      | Bułgaria             | 30     |
| 18      | Jugosławia           | 30     |
| 19      | Kazachstan           | 30     |
| 20      | Szwecja              | 29½    |
| 21      | Czechy               | 29½    |
| 22      | Litwa                | 29½    |
| 23      | Słowenia             | 29½    |
| 24      | Kuba                 | 29     |
| 25      | Chorwacja            | 29     |
| 26      | Francja              | 28½    |
| 27      | Uzbekistan           | 28½    |
| 28      | Argentyna            | 28½    |
| 29      | Hiszpania            | 28½    |
| 30      | Bośnia i Hercegowina | 28½    |
| 31      | Szwajcaria           | 28½    |
| 32      | Rosja (III)          | 28½    |

| Miejsce | Medaliści + skład reprezentacji Polski                                                                              |
| ------- | --- |
| 1       | Piotr Swidler, Siergiej Rublewski, Jewgienij Bariejew, Aleksander Moroziewicz, Wadim Zwiagincew, Konstantin Sakajew |
| 2       | Aleksiej Jermolinski, Aleksandr Szabałow, Yasser Seirawan, Boris Gulko, Nick de Firmian, Grigorij Kajdanow          |
| 3       | Wasyl Iwanczuk, Aleksander Oniszczuk, Ołeh Romanyszyn, Wołodymyr Małaniuk, Stanisław Sawczenko, Rusłan Ponomariow   |
|         | Michał Krasenkow, Robert Kempiński, Bartłomiej Macieja, Tomasz Markowski, Marcin Kamiński, Klaudiusz Urban          |

## 33. olimpiada szachowa kobiet
Wyniki końcowe (72 drużyny, system szwajcarski, 13 rund).
| Miejsce | Kraj              | Punkty |
| ------- | ----------------- | ------ |
| 1       | Chiny             | 29     |
| 2       | Rosja (I)         | 27     |
| 3       | Gruzja            | 27     |
| 4       | Holandia          | 23½    |
| 5       | Bułgaria          | 23½    |
| 6       | Rumunia           | 23     |
| 7       | Jugosławia        | 23     |
| 8       | Węgry             | 23     |
| 9       | Rosja (III)       | 23     |
| 10      | Stany Zjednoczone | 23     |
| 11      | Polska            | 22½    |
| 12      | Ukraina           | 22½    |

| Miejsce | Kraj       | Punkty |
| ------- | ---------- | ------ |
| 13      | Łotwa      | 22½    |
| 14      | Wietnam    | 22½    |
| 15      | Indie      | 22½    |
| 16      | Niemcy     | 22     |
| 17      | Estonia    | 22     |
| 18      | Izrael     | 22     |
| 19      | Grecja     | 22     |
| 20      | Anglia     | 22     |
| 21      | Armenia    | 21½    |
| 22      | Mołdawia   | 21½    |
| 23      | Kazachstan | 21½    |
| 24      | Czechy     | 21     |

| Miejsce | Medalistki + skład reprezentacji Polski                                                       |
| ------- | --------------------------------------------------------------------------------------------- |
| 1       | Xie Jun, Zhu Chen, Wang Pin, Wang Lei                                                         |
| 2       | Swietłana Matwiejewa, Jekatierina Kowalewska, Tatiana Szumiakina, Tatiana Stiepowa-Dianczenko |
| 3       | Maia Cziburdanidze, Nana Ioseliani, Ketevan Arachamia-Grant, Nino Churcidze                   |
|         | Monika Bobrowska, Joanna Dworakowska, Iweta Radziewicz, Marta Zielińska                       |